# Cazador cargando su escopeta
Cazador cargando su escopeta es un óleo de Francisco de Goya, pintado en la primera mitad de 1775 y entregado el 25 de mayo de ese año. 
Destinado a colgar en el comedor de los príncipes de Asturias, su formato alargado es fiel reflejo de su sino. Descubierto en el sótano del Palacio Real de Madrid por Gregorio Cruzada Villaamil, pasó al Prado en 1870, exhibiéndose en la sala 90, con el número de catálogo 5539.

## Análisis
La pieza muestra a un cazador que carga su escopeta, mientras que un perro se echa a sus pies y en lontananza, a espaldas del cazador principal, hay otros compañeros. Como en todas las obras de la primera serie, Goya demuestra aquí un fiel conocimiento de la naturaleza y sabe integrar la figura masculina entre la sinuosa vegetación. Las siluetas de los árboles se alargan, a fin de que su verticalidad se adapte al formato de la obra.
Tasada en poco más de 1.500 reales, las escenas cinegéticas —como Partida de caza, la pieza más célebre de la serie— eran las preferidas de los príncipes. Nuevamente se aprecia la impronta de Bayeu y Mengs. La estética y la pose de los hombres tendrá eco años después en sendos cartones como La cometa y La boda.